# Brigode (quartier)
Pour les articles homonymes, voir Brigode.
Brigode est un quartier de la ville de Villeneuve-d'Ascq dans le département du Nord.

## Dénomination
Le nom du quartier provient du patronyme d'une famille célèbre d'Annappes, qui possédait sur le territoire de l'actuel quartier un château, le château de Brigode.

## Géographie

### Délimitations
Le quartier est délimité à l'est par la Marque ;  le lac Saint-Jean et la rue du 8-Mai-1945 à l'ouest ;  le parc urbain et le parc du Héron au nord ; par l'avenue du Bois, la rue Anne-Joseph-du-Bourg, les allées du Socque, du Val Saint-Jean, de la Sologne, de la Seigneurie, le boulevard du Comte-de-Montalembert, l'avenue du Quennelet, la rue Masséna au sud.

### Relief et géologie
La nature du sol est marécageuse à cause de la présence de la Marque.

## Histoire

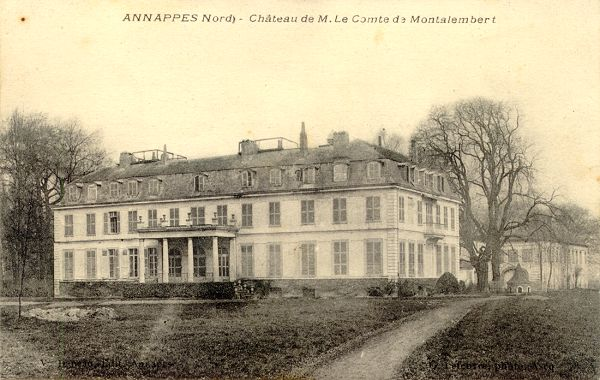
Château de Brigode.

Autrefois, le territoire du quartier faisait partie de la commune d'Annappes.
En 1770, le château de Brigode est construit près d'Annappes par Pierre Jacques Joseph de Brigode. Son fils Romain-Joseph de Brigode fait plus tard aménager un parc à l'anglaise, appelé parc de Brigode. 
Le château devient par la suite propriété du comte de Montalembert.
Lors de la Seconde Guerre mondiale, le château héberge notamment le roi George VI du Royaume-Uni et Hermann Göring.
Dans les années 1960, naît un projet de construire Cité des cadres pour donner un cadre de vie agréable aux cadres afin qu’ils restent dans la région. C'est dans cette optique qu'est construit le quartier, après la vente par Geoffroy de Montalembert de son domaine de 140 ha à la Sedaf.
Jusqu'à la construction du quartier de la ville nouvelle, Brigode n'était qu'un vaste ensemble boisé et marécageux dans la continuité du parc du Héron.
En 1969, le château est entièrement détruit. Il n'en reste aujourd'hui que les communs datant de 1820 qui servent de club house pour le golf de Brigode.
À Brigode, les dernières grues ont été aperçues en 1985.

## Présentation et urbanisme

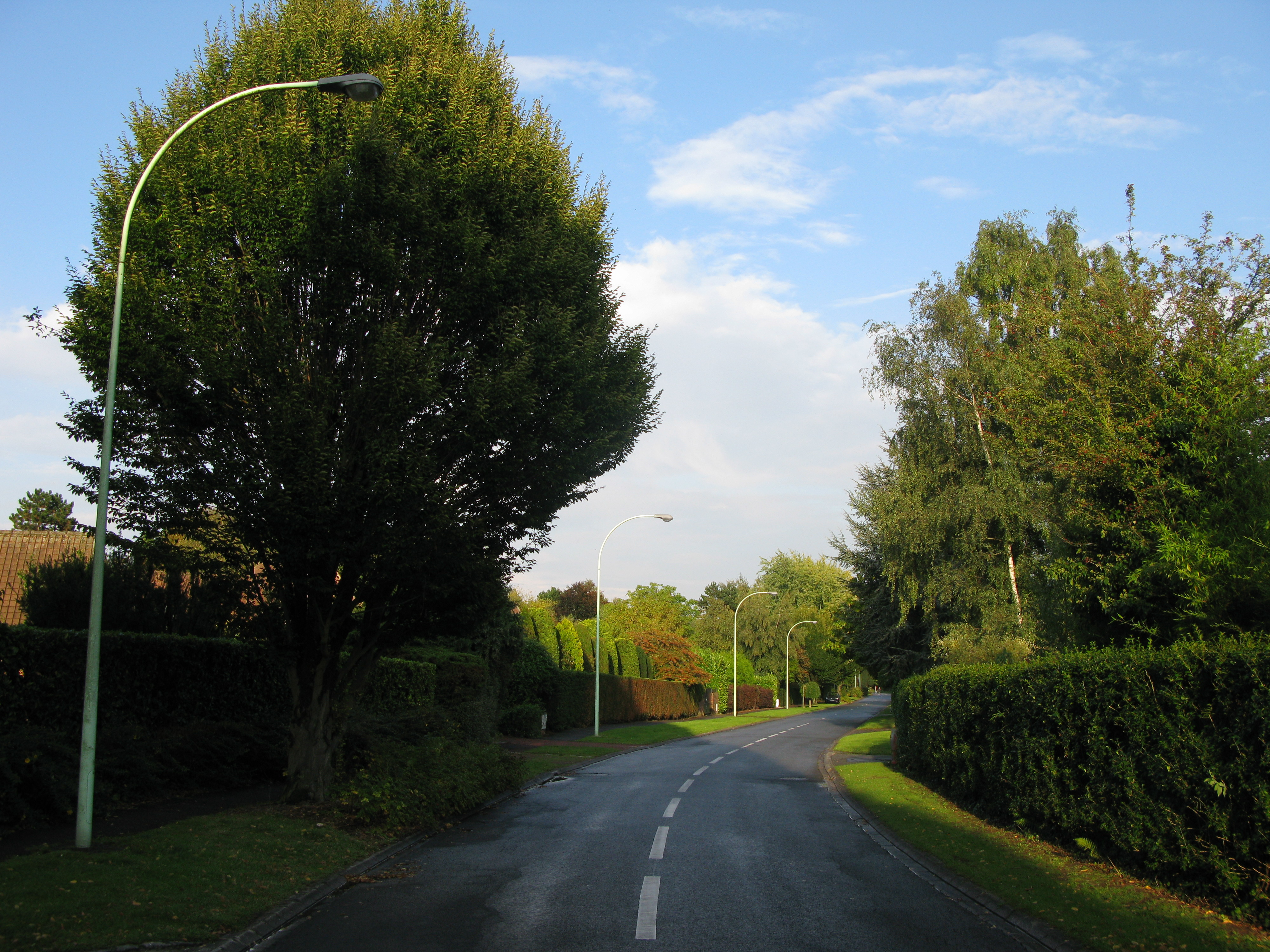
Avenue de Brigode, à Brigode.

Le quartier a été construit comme un espace paysager à l'américaine, avec des pavillons séparés par des carrés de verdure.
C'est un des quartiers les plus verts de la ville nouvelle, qui habite une population aisée. 70 % des habitants sont propriétaires et 63 % sont des cadres (1999).

## Transport
- Le quartier est desservi par Ilévia par les lignes de bus suivantes : 42, 43, 305, 330, 332.